# Ayolia
Ayolia är en ort i Mexiko.   Den ligger i kommunen Ixhuatlán de Madero och delstaten Veracruz, i den sydöstra delen av landet, 200 km nordost om huvudstaden Mexico City. Ayolia ligger 280 meter över havet och antalet invånare är 704.
Terrängen runt Ayolia är kuperad åt nordost, men åt sydväst är den platt. Runt Ayolia är det ganska tätbefolkat, med 129 invånare per kvadratkilometer. Närmaste större samhälle är La Ceiba, 12,2 km sydost om Ayolia. Omgivningarna runt Ayolia är en mosaik av jordbruksmark och naturlig växtlighet.